# Junkers Luftbild-Zentrale
Die Junkers Luftbild-Zentrale (Schreibweise auch Junkers Luftbildzentrale; JLZ) wurde 1924 in Dessau durch Hugo Junkers nach jahrelangen Vorarbeiten gegründet, um Luftbildaufnahmen für diverse Verwertungszwecke herzustellen. Acht Jahre später wurde das Unternehmen aufgrund der finanziellen Schwierigkeiten des Mutterkonzerns aus diesem herausgelöst und agierte für ein Jahr als Bild-Flug GmbH weiter, bis es von der Hauptkonkurrentin Hansa Luftbild übernommen wurde.

## Geschichte

### Erste Luftbildaktivitäten bei Junkers
Um Werbematerial für seine Flugzeuge angesichts der Absatzschwierigkeiten nach dem Ersten Weltkrieg zu erhalten, ließ Hugo Junkers Mitte 1919 in Eigenregie Luftaufnahmen seines Dessauer Flugzeugwerkes herstellen. Weil die Resultate aber aufgrund der Verwendung eines gewöhnlichen Fotoapparates nicht verwertbar waren, beauftragte Junkers die in Weimar stationierte Fliegerabteilung 423 mit der Erstellung von Aufnahmen und verfolgte die Idee einer eigenen Luftbild-Abteilung vorerst nicht weiter.
Erst die erfolgreichen Berichte von Vertretern der Berliner Luftbild GmbH im Januar 1921 sowie der Sociedad Colombo Alemana de Transportes Aéreos (SCADTA) im April überzeugten Junkers zur Einrichtung einer Sektion Junkers Luftbild innerhalb der Abteilung Luftverkehr seiner Junkers Flugzeugwerk AG (JFA). Ein Referent wurde damit beauftragt, sämtliche bisherige Informationen über das Luftbildwesen zu begutachten und neue Geräte zu erproben. Nach ersten Testbetätigungen mit Schrägaufnahmen auf Linien- und Sonderflügen sowie Senkrechtaufnahmen erhielt die Abteilung 1923 den ersten Vermessungsauftrag für den Freistaat Anhalt.

### Junkers Luftbild-Zentrale
Im Zusammenhang mit der Ausgliederung der Junkers Luftverkehr AG (JLA) aus dem Flugzeugwerk entstand 1924 die Junkers Luftbild-Zentrale (JLZ). Im April 1925 bezog das Unternehmen Räume in der Dessauer Blumenthalstraße 11 und erwarb neue sowie gebrauchte Gerätschaften von der Bayerischen Luftbild GmbH, wodurch es nun selber Bildpläne erstellen konnte.
Größtes Problem des Unternehmens und Grund für finanzielle Einbußen war anfangs ausgerechnet der Fluggerätemangel. Die beiden eigenen Sablatnig-Flugzeuge besaßen keine Zulassung und die Junkers K 16 keinen Motor, so dass die JLZ auf die Flugzeuge der Junkers Luftverkehr AG zurückgreifen musste, die aber nicht immer zur Verfügung standen. Weil die Junkers Flugzeugwerk dem Luftbildunternehmen keine Maschine zur Verfügung stellten, schlug die JLA als Notlösung vor, freie Plätze neben dem Piloten bei entsprechenden Gelegenheiten für Fotografen zu reservieren.
1926 wurden die Junkers Luftverkehrs AG und die Deutsche Aero Lloyd AG zur Deutschen Luft Hansa AG zwangsfusioniert. In der Frage, ob man die Luftbild-Zentrale oder die Aero Lloyd Luftbild GmbH (ALL; die spätere Hansa Luftbild) übernehmen oder eine eigene Luftbildabteilung einrichten solle, entschied man sich letzten Endes für die ALL, weil das Unternehmen staatsnah und die Strukturen des engverflochtenen Junkers-Konzerns zu undurchsichtig waren.
Die JLZ wurde daraufhin unmittelbar der Direktion der Junkers Flugzeugwerk AG unterstellt. Begründet wurde dieser Schritt mit der wirtschaftlichen Bedeutung für die Junkersche Flugzeugindustrie, von der dieser Unternehmensteil nun auch stärkere Unterstützung im Maschinenproblem erhielt.

### Umzug nach Leipzig und Auflösung
Aus wirtschaftlichen Gründen hatte Hugo Junkers schon seit einigen Jahren eine Zusammenführung seiner mit dem Flugwesen beschäftigten Firmen angestrebt, konnte sich aber mit der Stadt Dessau nicht über weitere hierzu notwendige Grundstücke einigen. Letztlich kam er mit der rund 60 Kilometer entfernten Stadt Leipzig überein, dass die Teilbetriebe Junkers Luftbild-Zentrale und Schädlingsbekämpfung sowie die Werften Königsberg und Fürth auf den Flughafen Mockau verlegt werden sollten. Im Frühjahr 1928 begann die JFA mit dem Bau einer großen Halle, während die Leipziger Luftschiffhafen- und Flugplatz-Aktiengesellschaft durch den Architekten Georg Wünschmann ein neues Verwaltungsgebäude errichten ließ. In diesem bezog am 13. Oktober 1928 die JLZ Räume im Obergeschoss.
Auf dem Flughafen wurden nun erstmals auch dauerhaft Luftbildflugzeuge stationiert, so dass die Luftbild-Zentrale autarker agieren konnte. Aufschwung brachte dies dem Unternehmen aber nicht mehr, da die kurz darauf ausbrechende Weltwirtschaftskrise zu einem Auftragseinbruch führte. Diese wirkte sich umso fataler aus, da im bestehenden Konkurrenzkampf bei öffentlichen Aufträgen die staatsnahe Hansa Luftbild bevorzugt wurde. Daraufhin reduzierte man bei der JLZ das Personal und stellte Überlegungen an, sich zukünftig komplett aus dem Inlandsgeschäft herauszuziehen und nur noch auf das Ausland zu konzentrieren.

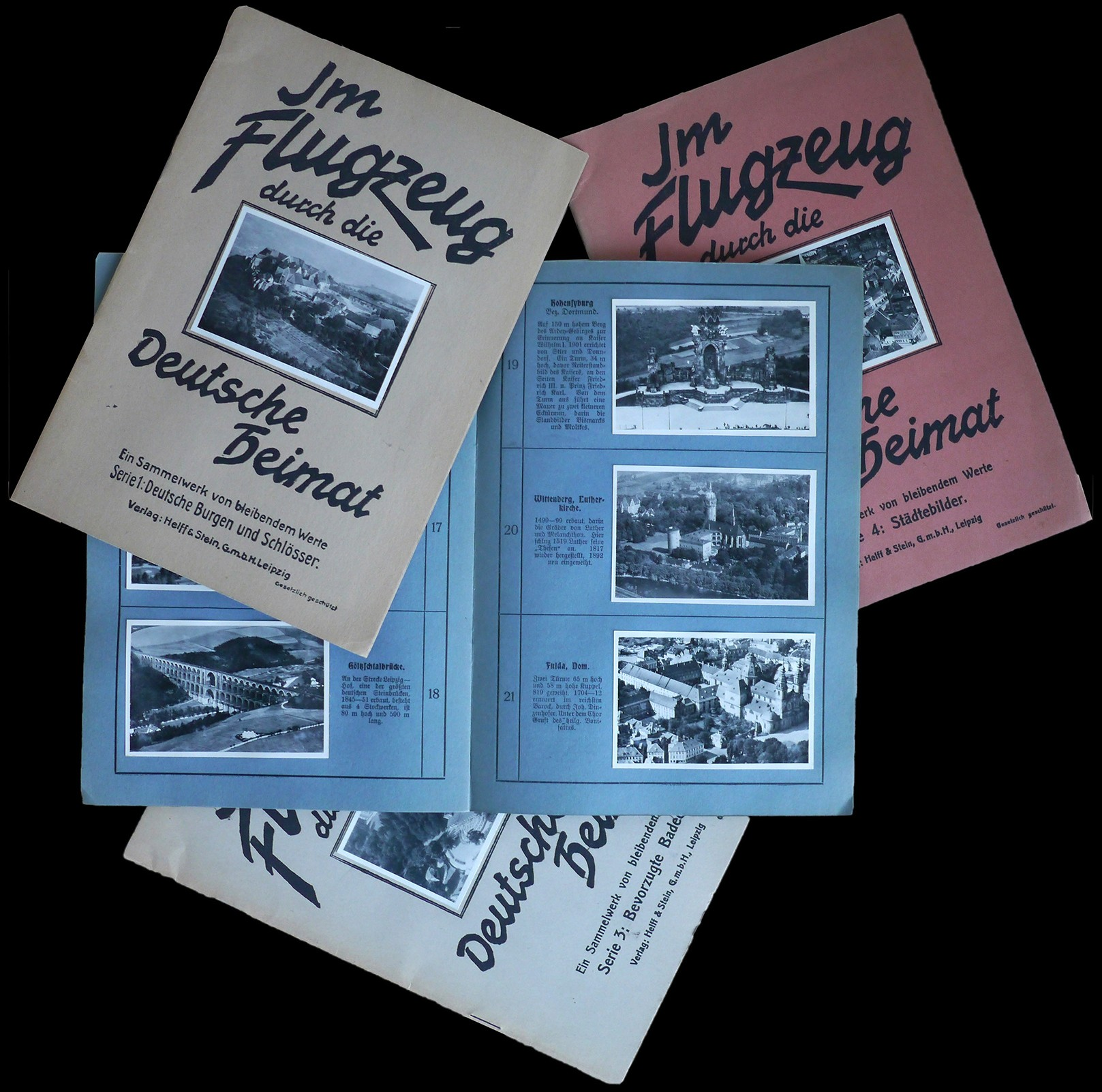
Sammelalben der Bild-Flug GmbH von 1933 mit Luftaufnahmen der Junkers Luftbild-Zentrale

Anfang der 1930er Jahre besserte sich die Auftragslage der JLZ wieder leicht. Weil Junkers aber finanziell nicht mehr in der Lage war, die Verluste seiner Flugzeugfirma durch die Einkünfte der anderen Teilfirmen zu kompensieren, und auch der um Hilfe gebetene Staat nicht gewillt war, Zuschüsse oder Kredite zu bewilligen, war Direktor Adolf Dethmann gezwungen, unter anderem die JLZ aus dem Konzern herauszulösen.

### Bild-Flug GmbH
Mit dem neuen Namen Bild-Flug GmbH (auch Bildflug GmbH) agierte das Unternehmen in Leipzig unter dem ehemaligen kaufmännischen Leiter Herbert Arnim Angelroth weiter. Es beendete noch laufende Aufträge und verwertete die eigenen Aufnahmen in Publikationen. Am 30. September 1933 verlegte die Bild-Flug GmbH ihren Sitz nach Bonn. Ende des Jahres wurde sie auf Betreiben des NS-Regimes zwangsliquidiert und der Hansa Luftbild angegliedert, die das Büro als Filiale für Westdeutschland fortführte.

## Eingesetzte Luftbildflugzeuge

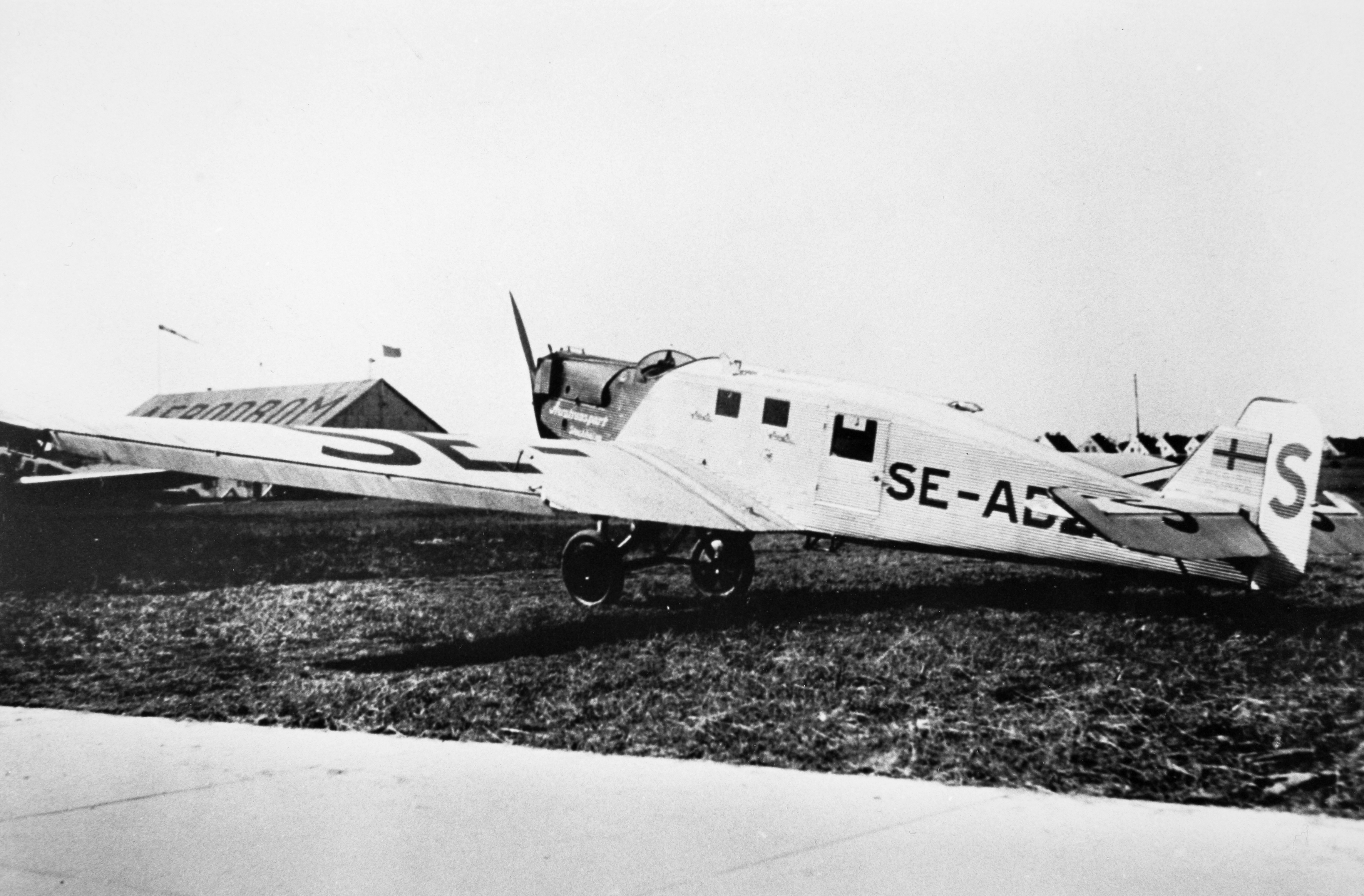
Ein Junkers Flugzeug vom Typ W 33 auf dem Flughafen in Malmö

Schon im September 1919 hatte Carl Pulfrich von Zeiss bei Junkers nach einer Maschine für Luftbildaufnahmen angefragt. Junkers Tief- und Doppeldecker hielt Pulfrich aber für die Herstellung von Aufnahmen mit Handkameras ungeeignet, während Junkers den Markt als zu absatzschwach einschätzte, so dass keine Kooperation zustande kam. 1921 versuchten Vertreter der Luftbild GmbH und der SCADTA, Junkers vom Bau eines speziellen Luftbildflugzeuges zu überzeugen, doch Junkers erteilte diesem Ansinnen ebenso wie einer Anfrage vom Reichsamt für Landesaufnahme 1924 aus dem gleichen Grund eine Abfuhr. Stattdessen empfahl er die Nutzung einer T 19 für diese Zwecke.
Erst als die deutsche Wirtschaft sich stabilisiert hatte und gleichzeitig der JLZ immer mehr Aufträge infolge des Fliegermangels wegbrachen, kam es 1925 zu Besprechungen mit dem Flugzeugwerk wegen des Baus eines speziellen Luftbildflugzeugs. Bis zu dessen Fertigstellung zog die JLZ für derartige Zwecke den einmotorigen Tiefdecker A 20 an. Das 1926 in den Dienst gestellte umgerüstete Mehrzweckflugzeug vom Typ W 33 besaß einen aufklappbaren Boden, über dem eine Zeiss-Kamera installiert war, und eine Dunkelkammer. An der Außenhaut war ein Propeller angebracht, über den die Geschwindigkeit der Aufnahmen in Abhängigkeit von der Fluggeschwindigkeit gesteuert wurde.

## Arbeiten der JLZ

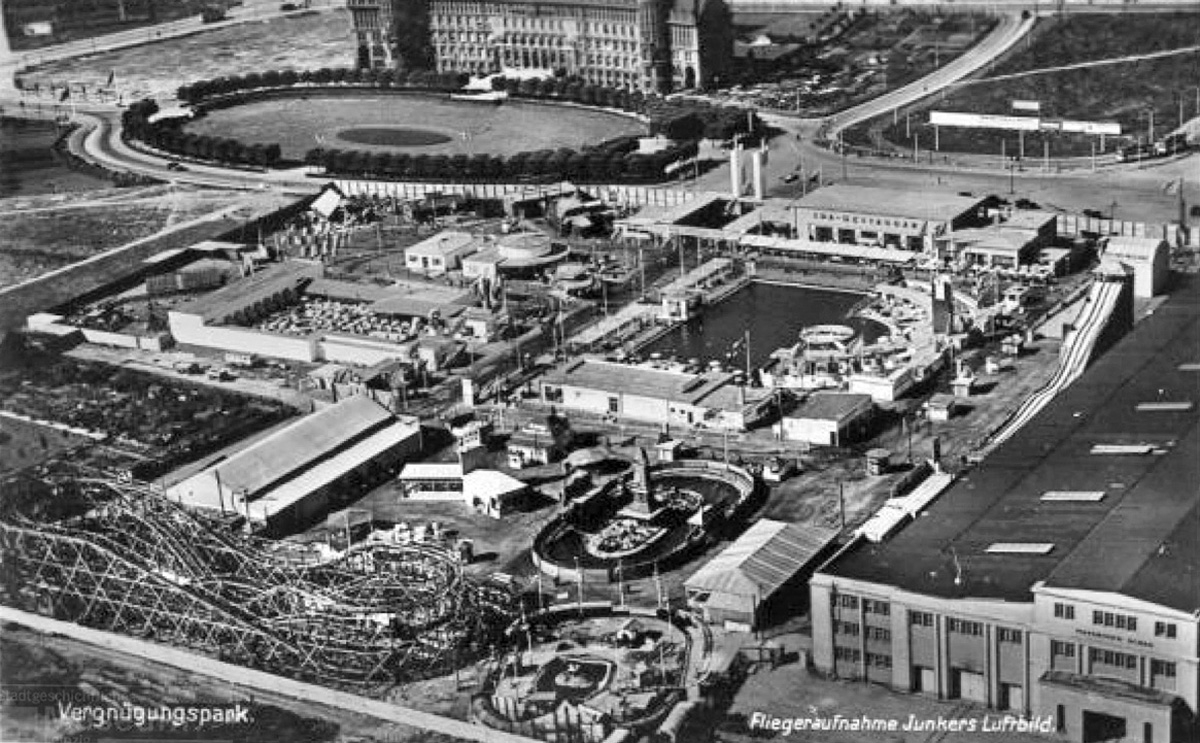
Luftaufnahme der JLZ vom Vergnügungspark zur Internationalen Pelzfach-Ausstellung 1930 in Leipzig

### Inland
Anfänglich konzentrierte sich das Unternehmen auf die Herstellung von Schrägaufnahmen für Reklamezwecke, wendete sich ab 1923 aber verstärkt den lukrativeren Vermessungstätigkeiten zu. Der Freistaat Anhalt beauftragte die JLZ in diesem Jahr mit der Erstellung und Entzerrung von Senkrechtaufnahmen von staatlichen Domänen um Dessau herum. Diesen folgten weitere größere Aufträge, vor allem im mitteldeutschen Raum – z. B. für die Aktiengesellschaft Sächsische Werke aus Dresden, für die Städte Halle und Leipzig – sowie im äußersten Westen im Ruhr- und Saargebiet.
Während die Schrägaufnahmen vorrangig als Postkarten und in Bildbänden publiziert wurden, finden sich die Ergebnisse der photogrammetrischen Kampagnen in Fachzeitschriften sowie der 1923 etablierten Hauszeitschrift „Junkers-Luftverkehr Nachrichtenblatt“ (ab 1926 „Junkers-Nachrichten“).

### Ausland

Streckennetz der Junkers Luftverkehr AG 1925

Schon kurz nach dem Ersten Weltkrieg errichtete Junkers im Ausland Flugzeugwerke, um die Bestimmungen des Versailler Vertrages zu umgehen. Gleichzeitig nutzte er dies, um Fluggesellschaften aufzubauen beziehungsweise schon bestehende in sein System der Trans-Europa-Union einzubinden sowie zur gelegentlichen Luftbilderstellung. Infolge dieser Kontakte entwickelte sich die Junkers Luftbild-Zentrale zum bedeutendsten deutschen Luftbildunternehmen im Ausland.

#### Amerika
Die erste Kooperation begann schon 1919 mit der wissenschaftlichen Abteilung der kolumbianischen SCADTA, der Junkers eine Maschine und 1922 zusätzlich 5.000 Pesos zur Verfügung stellte. Tätigkeiten der Junkers Luftbild-Zentrale in Südamerika selber sind erst ab 1928 überliefert, als das Unternehmen Vermessungsaufnahmen für Brasilien herstellte. Im Folgejahr beteiligte sich die JLZ an einem Vermessungsauftrag, den die peruanische Compañía Aérea de Fotografía y Agrimensura (CADFA) von der Regierung erhalten hatte und an der Junkers Anteile besaß. 1930 übernahm die JLZ die CADFA komplett und baute die Filiale in Lima zur Südamerika-Zentrale aus. Von dort aus absolvierte das Unternehmen Aufträge zusätzlich zu den bisher genannten Ländern in Ecuador und Bolivien. In letzterem agierte die JLZ eng mit der Lloyd Aéreo Boliviano, an der Junkers ebenfalls Anteile besaß, und erstellte neben den senkrechten Vermessungsaufnahmen Schrägaufnahmen zu Werbezwecken.
Die Südamerika-Filiale war so erfolgreich, dass deren Leiter Max Josef Ungewitter angesichts der guten Zukunftsaussichten und der Schwierigkeiten im Heimatland empfahl, das Geschäft in Deutschland komplett einzustellen. Seiner Einschätzung nach hätte es für die JLZ Aufträge für mindestens zehn Jahre gegeben mit einem Gewinn von einer Million Mark.
Aus Nordamerika ist nur eine Kampagne in Kanada überliefert, wo das Unternehmen im Sommer 1930 Vermessungsaufnahmen für eine Eisenbahnlinie durch die Rocky Mountains erstellte.

#### Europa
Auch im europäischen Ausland versuchte die JLZ Fuß zu fassen. So erstellte sie 1927 Luftaufnahmen einer Siedlung bei Bromma, einem Stadtteil von Stockholm, dem weitere Aufträge folgten. Im Südosten Europas engagierte sich das Unternehmen vereinzelt auch in den Balkanländern, hatte aber hier mit der Hansa Luftbild eine starke Konkurrentin.

## Bedeutung der JLZ
Die Junkers Luftbild-Zentrale entwickelte sich innerhalb von zehn Jahren zu einem der bedeutendsten Luftbildunternehmen weltweit. Im Heimatland konnte sich das Unternehmen jedoch nicht gegen die Dauerkonkurrentin Hansa Luftbild durchsetzen, was zum einen an deren Staatsnähe lag, zum anderen an der politischen Haltung Hugo Junkers'. Friedrich Andreas Fischer von Poturzyn, ehemaliger Leiter der Presseabteilung des Junkers Nachrichtendienstes, würdigte die Tätigkeit der JLZ 1934 folgendermaßen:

„Die Luftbildzentrale der Junkerswerke hat 1922-1932 über ihr eigentliches Aufgabengebiet, der Verwendung des Luftbildes für Reklame und Vermessung, hinaus, ferner befruchtend gewirkt auf die Entwicklung der Flugzeuge, den Bau von Geräten für Luftaufnahmen und deren Auswertung, gab der photochemischen Industrie Anregungen für die Weiterentwicklung von Platten-, Film- und Papiermaterial, und hat so sicherlich das Ihre dazu beigetragen, daß aus dem vielfach als ‚Stiefkind der Luftfahrt‘ bezeichneten Luftbildwesen ein wertvoller Zweig deutscher Fliegerarbeit geworden ist.“